# NGC 396

NGC 396

NGC 396 هي مجرة تتبع كوكبة الحوت. اكتشفها ألبرت مارث في 27 أكتوبر 1864.

## روابط خارجية
- NGC 396 على موقع ويكي سكاي: DSS2, SDSS, GALEX, IRAS, Hydrogen α, X-Ray, Astrophoto, Sky Map, Articles and images